# Unterpleichfeld
Unterpleichfeld é um município da Alemanha, situado no distrito de Würzburgo, no estado da Baviera. Tem 23,95 km² de área, e sua população em 2019 foi estimada em 3.038 habitantes.